# Julius Keye
Julius Keye, né le 5 septembre 1946 à Toccoa, en Géorgie et mort le 13 septembre 1984 à Marietta, en Géorgie, est un ancien joueur américain de basket-ball. Il évolue aux postes d'ailier fort et de pivot.

## Palmarès
- Nommé dans la ABA All-Defensive Team 1973, 1974
- ABA All-Star 1971